# Pabianice
Pabianice je město ve středním Polsku v Lodžském vojvodství ve stejnojmenném okrese, ležící 10 km jihozápadně od Lodže, s níž je spojeno meziměstskou tramvajovou dopravou. Pabianicemi protéká řeka Dobrzynka. V roce 2024 zde žilo 59 910 obyvatel.
Založeny byly asi v desátém století, první písemná zmínka pochází z roku 1297. Název se odvozuje buď od mužského jména Fabián nebo od výrazu pobawianice naznačujícího, že se v místních lesích šlechta bavila lovem. Od devatenáctého století jsou Pabianice důležitým centrem textilního průmyslu. Vedle Poláků zde žila i početná židovská a německá menšina. Nejvýznamnější památkou je renesanční dvůr krakovské kapituly.
Ve městě sídlí ženský basketbalový klub Polfa Pabianice, čtyřnásobný mistr Polska.

## Historie

### Vznik města a původ jména
Pabianice vznikly zřejmě na přelomu 10. a 11. století jako nevelká osada při říčce Dobrzynka. Zakladatelem obce byl pravděpodobně muž jménem Fabian (Pabian), je možné, že byl původem z Čech, protože v těch dobách tam bylo toto jméno velmi oblíbené. Existuje však verze, že název má původ v zálibě zakladatelů města v honu (s tím, že původní varianta zněla Pobijanice, ze slova Bijan), ale traduje se i verze o kněžně Fabiance, která byla tak ošklivá, že se musela ukrývat před lidmi na zdejším zámku.
Městská práva získaly v roce 1297 (někteří historici datum zpochybňují).

### Město tří národů
V 18. století začínají do města přicházet němečtí kolonisté. Byli to zruční řemeslníci (krejčí, barváři). Část z nich se polonizovala (např. předkové Maxmilána Kolbeho). Třetím významným etnikem byli Židé, v roce 1836 vznikla židovská obec, 1847 postavili synagogu. V roce 1849 tvořili 15 procent obyvatel. Až do roku 1862 však měli formálně zakázáno bydlet ve městě.

### Druhá světová válka
Pabianice byly včleněny do Třetí říše. Byly zavřeny všechny polské školy, plánovalo se vysídlení Poláků na východ a osídlení města Němci. Polští obyvatelé byli vystěhováni z lepších domů, do kterých se nastěhovali Němci.
Začátkem roku 1940 bylo vytvořeno ghetto pro Židy, většina jeho obyvatel byla později zavražděna (mnozí zahynuli již dříve kvůli epidemiím a hladu). Válku přežilo jen velmi málo židovských obyvatel, ti se většinou vystěhovali do Izraele.

## Osobnosti
- Maxmilián Kolbe (1896–1941) – polský římskokatolický kněz, ve městě studoval a je jeho patronem
- Dora Diamantová (1898–1952) – herečka, přitelkyně Franze Kafky
- Henryk Stenzel (1899–1980) – paleontolog
- Krystyna Mikołajewska (*1939) – herečka, představitelka hlavní role ve filmu Dita Saxová